# Hieracium faurelianum
Hieracium faurelianum es una especie de planta con flor del género Hieracium, de la familia Asteraceae, orden Asterales.

## Distribución
Hieracium faurelianum se distribuye por Argelia.

## Taxonomía
Fue descrita científicamente por Maire.
Tratamiento taxonómico
La especie aparece registrada y publicada en Bull. Soc. Hist. Nat. Afrique.